# Valle Lomellina
Valle Lomellina – miejscowość i gmina we Włoszech, w regionie Lombardia, w prowincji Pawia.
Według danych na rok 2004 gminę zamieszkiwało 2229 osób, 82,6 os./km².